# Trevor Thompson
Pour les articles homonymes, voir Thompson.
Trevor Thompson, né le 12 juin 1994, à Long Island, dans l'État de New York, est un joueur américain de basket-ball. Il évolue au poste de pivot. Il est le fils de l'ancien joueur de baseball Ryan Thompson.